# Salò o le 120 giornate di Sodoma
Salò o le 120 giornate di Sodoma (Nederlandse titel: Salò of de 120 dagen van Sodom) is een Italiaanse drama-, arthouse- en exploitatiefilm uit 1975 geregisseerd en geschreven door Pier Paolo Pasolini. De hoofdrollen worden vertolkt door Paolo Bonacelli en Giorgio Cataldi. De film is gebaseerd op het boek Les Cent Vingt Journées de Sodome (1785) van de Fransman Markies de Sade.
Salò was bedoeld als eerste deel uit een filmtrilogie, de Trilogie van de Dood. Deze moest volgen op Pasolini's eerder verschenen Trilogie van het Leven (Il Decameron, I racconti di Canterbury en Il fiore delle mille e una notte). Salò kreeg echter nooit een vervolg, omdat Pasolini een paar maanden na het voltooien van de film werd vermoord.
Salò mag in de meeste Europese landen vanwege het gruwelijke karakter niet vertoond worden aan mensen jonger dan achttien jaar. In Italië zelf werd de film verboden, evenals in Finland, Noorwegen, Australië en Nieuw-Zeeland.

## Verhaal
In de fascistische Republiek van Salò, in een afgelegen villa aan het Gardameer, worden negen jongens en negen meisjes bijeengebracht. Ze worden onderworpen aan geestelijke en lichamelijke vernederingen door vier fascistische leiders, een hertog, bisschop, magistraat en voorzitter die hun machtspositie misbruiken, daartoe gestimuleerd door de verhalen van vier hoeren-vertelsters. De achttien jongeren worden vernederd, seksueel misbruikt en ten slotte doodgemarteld terwijl beurtelings een van de vier heren vanuit de villa met een verrekijker toekijkt.

## Achterliggende gedachten
Pasolini volgt in Salò de opbouw en - vaak tot in details - de inhoud van het boek van Markies de Sade. Door de gebeurtenissen echter te verplaatsen naar het Italiaanse Salò in 1944-45 wilde hij met een exploitatie-achtige manier van filmen verhaaltechnisch een aanklacht maken tegen de excessen van het kapitalisme, het economische stelsel waarin de productiemiddelen in privéhanden zijn en het fascisme, een totalitaire en dus ook autocratische politieke ideologie. Het punt van de maker was dat macht corruptie in de hand werkt en er altijd voor gewaakt moet worden dat er nooit te veel macht in te weinig handen komt. De vertoonde gruwelen zijn een gevolg van een werkelijkheid waarin dat wel is gebeurd. "Het is de enige film die over de werkelijkheid gaat", verklaarde Pasolini ooit in een interview. Hoewel de beelden niet bedoeld zijn als effectbejag op zich, moesten ze hard genoeg inslaan bij het publiek om de ernst van Pasolini's punt te begrijpen, in diens visie. Veel van de vertoonde vernederingen zijn daarbij symbolisch bedoeld. Een van de elementen in de film die voor veel discussie zorgde, is de vernedering die de jongeren moeten ondergaan door gedwongen menselijke uitwerpselen (in werkelijkheid een mix van chocola en oranje marmelade) te eten. De fecaliën staan hier voor de heersende cultuur en de kinderen voor de mensheid, die deze gevoerd krijgen.

## Rolverdeling

#### Leiders
| Acteur                    | Personage                               |
| ------------------------- | --------------------------------------- |
| Paolo Bonacelli           | Hertog                                  |
| Giorgio Cataldi           | Bisschop                                |
| Umberto Paolo Quintavalle | Magistraat (als Umberto P. Quintavalle) |
| Aldo Valletti             | Voorzitter                              |

#### Prostituee-vertelsters
| Acteur           | Personage                          |
| ---------------- | ---------------------------------- |
| Caterina Boratto | Mevr. Castelli                     |
| Elsa De Giorgi   | Mevr. Maggi                        |
| Hélène Surgère   | Mevr. Vaccari (als Helene Surgere) |

#### Dochters van leiders
| Acteur             | Personage                                  |
| ------------------ | ------------------------------------------ |
| Tatiana Mogilansky | Dochter magistraat                         |
| Susanna Radaelli   | Dochter voorzitter                         |
| Giuliana Orlandi   | Dochter hertog, getrouwd met de bisschop   |
| Liana Acquaviva    | Dochter hertog, getrouwd met de magistraat |

#### Soldaten
| Acteur             | Personage     |
| ------------------ | ------------- |
| Rinaldo Missaglia  | Bewaker       |
| Giuseppe Patruno   | Bewaker       |
| Guido Galletti     | Bewaker       |
| Efisio Etzi        | Bewaker       |
| Claudio Troccoli   | Collaborateur |
| Fabrizio Menichini | Collaborateur |
| Maurizio Valaguzza | Bruno         |
| Ezio Manni         | Ezio          |

#### Personeel
| Acteur          | Personage   |
| --------------- | ----------- |
| Sonia Saviange  | Pianospeler |
| Inès Pellegrini | Kamermeisje |

#### Jongensslachtoffers
| Acteur            | Personage                          |
| ----------------- | ---------------------------------- |
| Franco Merli      | Jongensslachtoffer                 |
| Sergio Fascetti   | Jongensslachtoffer                 |
| Lamberto Book     | Lamberto Gobbi, jongensslachtoffer |
| Umberto Chessari  | Jongensslachtoffer                 |
| Claudio Cicchetti | Jongensslachtoffer                 |
| Gaspare di Jenno  | Rino, jongensslachtoffer           |
| Bruno Musso       | Carlo Porro, jongensslachtoffer    |
| Antonio Orlando   | Tonino, jongensslachtoffer         |

#### Meisjesslachtoffers
| Acteur            | Personage                                 |
| ----------------- | ----------------------------------------- |
| Olga Andreis      | Eva, meisjesslachtoffer                   |
| Graziella Aniceto | Meisjesslachtoffer                        |
| Benedetta Gaetani | Meisjesslachtoffer                        |
| Dorit Henke       | Doris, meisjesslachtoffer                 |
| Faridah Malik     | Fatimah, meisjesslachtoffer               |
| Giulinana Melis   | Meisjesslachtoffer                        |
| Renata Moar       | Meisjesslachtoffer                        |
| Antinesca Nemour  | Meisjesslachtoffer (als Antinisca Nemour) |